# 구자억
구자억(1979년 12월 20일~)은 기독교대한감리회 중부연회 소속 목사 겸 뮤직 아티스트 겸 가수이며 트로트 찬양 사역을 한다.

## 성장기
송도고등학교를 졸업한 이후, 감리교신학대학교(감신)에서 대학교와 석사과정을 마쳤다.

## 트로트 사역(사목) 시작
구자억은 감리교신학대학교에서 공부하던 중 전도사로 활동하며 청소년 찬양 집회도 지속적으로 나갔다. 어느 교회의 청소년 수련회 뒷편에서 부러운 눈빛으로 청소년들을 지켜보고 있는 어르신들을 보며 트로트 음악을 해야 겠다는 생각을 가지게 되었다고 한다.
구자억은 2013년 개최된 중부연회에서 목사로 안수를 받았다. 이후 같은 연회에서 관할하는 양주시 소재 25사단 상승교회로 파송되었다.

## 트로트 엑스출연
2014년 3월 21일 방영된 트로트 엑스의 첫 방송에서 그의 사투리 찬양곡 '참말이여'를 부르며 화제가 되었다. 이후 6월 6일 개최된 파이널 TOP8에 진출해 최종 3위를 기록하였으며, 6월 7일 트로트엑스 본선 종료와 함께 대한가수협회 정회원이 되었다.